# Burpee and Mills
Burpee and Mills to gmina (ang. township) w Kanadzie, w prowincji Ontario, w dystrykcie Manitoulin.
Powierzchnia Burpee and Mills to 218,49 km².
Według danych spisu powszechnego z roku 2001 Burpee and Mills liczy 362 mieszkańców (1,66 os./km²).